# Marek i Wacek
Marek i Wacek – duo fortepianowe założone przez Wacława Kisielewskiego (1943–1986) i Marka Tomaszewskiego (1943). Ma na swoim koncie interpretacje znanych utworów muzyki klasycznej, m.in. Stanisława Moniuszki, Fryderyka Chopina, Edvarda Griega czy Ferenca Liszta. Stworzyli też wiele nowatorskich kompozycji, m.in. Rytm czasu, Melodia dla Zuzi, Lato – część z nich wydał Wifon na CD w 1989 r.
W 1966 roku nagrali film muzyczny pt. Tandem w reżyserii Stanisława Kokesza.
W 1967 r. zdobyli Grand Prix, nagrodę „Złotego Gronostaja” na Festiwalu Variétes w Rennes.
Wacław Kisielewski zmarł 12 lipca 1986 r. w szpitalu w Wyszkowie w wyniku obrażeń odniesionych w wypadku samochodowym. Działalność duo została zakończona.
Marek Tomaszewski ograniczył publiczne występy. Wraz z Michelem Prezmanem koncertował w duo „Marek & Michel”. Nagrał też płytę solową pt. „Premiere”.

## Ważniejsza dyskografia
- LP Ballade pour deux pianos Barclay – 1966
- LP Kisielewski – Tomaszewski: Play Favourite Melodies Pronit 1968 (CD Muza 1994)
- LP Marek & Vacek: Piano Firework Polydor (1968)
- LP Marek & Vacek: Romantische Flügel Polydor (1968)
- LP Marek & Vacek: Träumerei Polydor (1968)
- LP Marek & Vacek: Piano Fascination Polydor (1969)
- LP Marek & Vacek: Piano Firework, vol. 1-2 Polydor (1969)
- LP Marek & Vacek: Clasical and Pop Pianos Polydor (1970)
- LP Marek & Vacek: Stargala, vol, 1-2 Polydor (1971)
- LP Marek & Vacek: Concert Hits Electrola (1972)
- LP Marek & Vacek: Concert Hits II Electrola (1973)
- LP Marek & Vacek: Concert Hits, vol 1-2 Electrola (1973)
- LP Marek und Vacek Live, vol. 1-2 Electrola (1974)
- LP Marek und Vacek: Spectrum Electrola (1976)
- LP Marek & Vacek: Wiener Walzer Electrola (1977)
- LP Marek und Vacek: Das Programm Polydor (1978)
- LP Marek und Vacek, vol. 1-2 Polydor (1979)
- LP Marek& Vacek, vol 1-2 Polydor (1979)
- LP Marek & Vacek Live Wifon (1979)
- LP Marek & Vacek: Mondscheinsonate Polydor (1980)
- LP Marek i Wacek grają utwory romantyczne Veriton (1981)
- LP Marek und Vacek in Gold Polydor (1981)
- LP Die Marek und Vacek Story 1962-1982, vol. 1-2 Prisma (1982)
- LP Marek und Vacek '84 Intercord (1984)
- LP Marek i Vacek Wifon (1984)
- LP Marek und Vacek: Welterfolge Intercord (1984)
- LP Marek and Vacek: Again Pronit (1984)
- LP Marek & Vacek: The Last Concert. vol. 1-2 Pronit (1987)
- CD Marek & Vacek Wifon (1989)
- CD Marek & Vacek: In memoriam Wifon (1991)
- CD Marek & Vacek Live: Niepokonani Polskie Radio SA/Universal Music Polska (2001) – złota płyta[3]